# 塞尔西 (索恩-卢瓦尔省)
塞尔西（法語：Sercy，法語發音：[sɛʁsi]）是法国索恩-卢瓦尔省的一个市镇，属于索恩河畔沙隆区。

## 地理
塞尔西（46°36'15"N, 4°41'9"E）面积5.8 平方千米，位于法国勃艮第-弗朗什-孔泰大區索恩-卢瓦尔省，该省份为法国中部省份，北起顺时针与科多尔省、汝拉省、安省、罗讷省、卢瓦尔省、阿列省和涅夫勒省接壤。
与塞尔西接壤的市镇（或旧市镇、城区）包括：格罗讷河畔布雷斯、拉沙佩勒德布拉尼、马莱、圣让古勒纳雄耐尔。

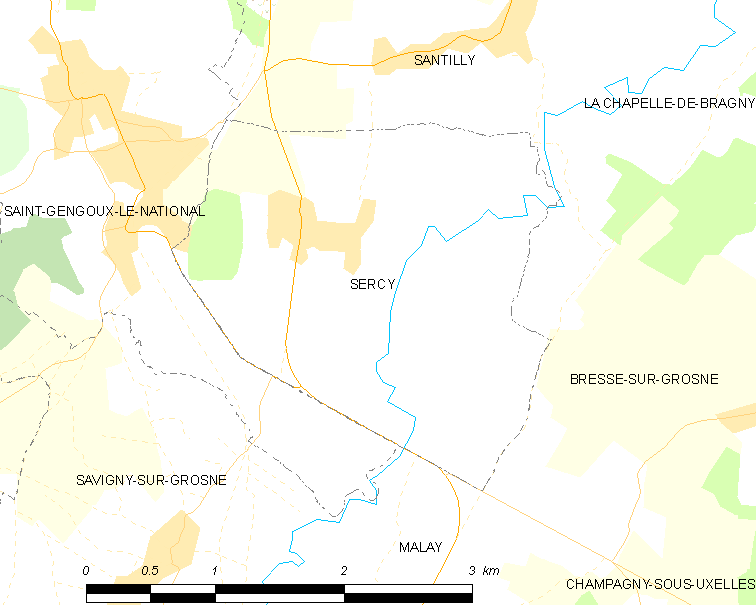
的OSM定位图

塞尔西的时区为UTC+01:00、UTC+02:00（夏令时）。

## 行政
塞尔西的邮政编码为71460，INSEE市镇编码为71515。

## 政治
塞尔西所属的省级选区为日夫里县。

## 人口

1962-2008年间人口变化图示

塞尔西于2022年1月1日时的人口数量为103人。